# サマーチャレンジ
サマーチャレンジは、高エネルギー加速器研究機構で2008年から実施されている大学生を対象に開催される合宿型セミナー。カブリ数物連携宇宙研究機構副機構長の春山富義の呼びかけによって始まった。通称はサマチャレ。
サマーチャレンジでは大学生が10日ほど高エネルギー加速器研究機構に宿泊し、最先端の研究テーマを高エネルギー加速器研究機構の教授と行う。セミナーの中ではノーベル賞受賞者を含めた著名な研究者による特別講義も開催され、貴重な体験を受けることができる。2023年はノーベル賞受賞者の梶田隆章氏が講演した。
サマーチャレンジの卒業生からは各研究分野で活躍する研究者が輩出されている。サマーチャレンジの参加にはレポートの提出が必須であり、意欲が高い学生が多く参加する。

## 歴代校長
- 春山富義
- 丸山良明
- 長谷川雅也

## サマーチャレンジOBOG
サマーチャレンジを経て、各研究分野で研究者として活躍している卒業者が存在する。京都大学助教の大槻太毅や東北大学の岡田達徳, 数物セミナーを立ち上げた井上優貴（現高エネルギー加速器研究機構准教授）やTwitterで雲南キノコ老師として知られるインフルエンサーの島袋隼士（雲南大学准教授）も卒業生である。